# الأميرة البيضاء (مسلسل قصير)
الأميرة البيضاء هو مسلسل تلفزيوني درامي تاريخي تم تطويره لمنصة ستارز . وهو مقتبس من رواية فيليبا جريجوري عام 2013 التي تحمل نفس الاسم.
في السلسة المكون من ثمانية حلقات ، ينهي زواج هنري السابع وإليزابيث يورك فعليًا حروب الوردتين من خلال توحيد منزلي لانكستر ويورك . ومع ذلك ، فإن العداوة وعدم الثقة المتبادلة ، وكذلك المؤامرات السياسية لأمهاتهم ، تهدد بتمزيق الزواج والمملكة.

## الممثلين والشخصيات

### الأساسية
- جودي كومر بدور إليزابيث "ليزي" ملكة إنجلترا
- ريبيكا بنسون بدور مارغريت "ماجي" بلانتاجنيت ، ابنة عم الملكة ، شقيقة تيدي
- جاكوب كولينز ليفي بدور هنري السابع ، ملك إنجلترا ، زوج إليزابيث
- كينيث كرانهام في دور الأسقف (فيما بعد كاردينال) جون مورتون ، أحد المقربين من والدة الملك
- إيسي ديفيس في دور أرملة الملكة إليزابيث وودفيل ، والدة الملكة
- ميشيل فيرلي بدور مارجريت بوفورت ، والدة الملك
- روسي دي بالما بدور إيزابيلا الأولى ملكة قشتالة
- ريتشارد ديلان في دور توماس ستانلي ، زوج مارجريت بوفورت
- أنتوني فلاناغان في دور فرانسيس لوفيل ، مؤيد يورك
- باتريك جيبسون في دور ريتشارد يورك ، متظاهر بالتاج الإنجليزي وزوج كاثي جوردون.
- كارولين جودال بدور سيسلي نيفيل ، دوقة يورك ، جدة الملكة لأبها. Goodall هو الممثل الوحيد الذي ظهر في كل من The White Queen و The White Princess .
- ايمي مانسون بدور كاثرين «كاثي» جوردون ، زوجة ريتشارد أوف يورك
- أدريان رولينز في دور جون دي لا بول ، دوق سوفولك ، زوج إليزا دي لا بول
- فنسنت ريجان مثل جاسبر تيودور ، عم الملك
- سوكي ووترهاوس بدور سيسيلي أوف يورك ، أخت الملكة
- جوان والي بدور مارغريت ، دوقة بورغوندي ، عمة الملكة لأبيها
- أندرو ويب مثل السير ريتشارد بول ، زوج ماجي بلانتاجنيت

### متكرر
- نيكولاس أودسلي في دور اللورد سترينج
- ريس كوناه (طفل) وألبرت دي جونغ (مراهق) في دور إدوارد "تيدي" بلانتاجنيت ، إيرل أوف وارويك ، ابن عم الملكة ، شقيق ماجي
- هايدي إيلي بدور الأميرة بريدجيت ، أخت الملكة
- أوليفر همبرا في دور جون دي لا بول ، إيرل لينكولن ، ابن دوق سوفولك
- روزي نايتلي بدور الأميرة آن ، أخت الملكة
- افا ماسترز بدور الأميرة كاثرين ، أخت الملكة
- رولو سكينر في دور نيد ، صبي مستقر
- سوزي ترايلنغ بدور إليزابيث "إليزا" دي لا بول ، دوقة سوفولك ، عمة الملكة لأبيها
- جاي ويليامز بدور ويليام ستانلي ، شقيق اللورد توماس
- إيان باتشلور مثل ماكسيميليان الأول ، إمبراطور روماني مقدس
- دوريان جروفر في دور فيليب
- زازي هايهورست في دور ريتي
- بيلي بارات مثل الأمير آرثر ، الابن الأول للملك
- وودي نورمان في دور الأمير هاري ، الابن الثاني للملك
- فيليب أرديتي في دور رودريجو دي بويبلا ، سفير إسبانيا

### زائر
- نيد إليوت في دور الأمير ريتشارد ، شقيق الملكة
- لوك ويب في دور الأمير إدوارد ، شقيق الملكة
- ديريك فروود عمدة يورك
- كيتي سميث بدور روث
- ايمانويل بوعزيز بدور ماري من بورغندي
- ماكس صحيح مثل لامبرت سيمينيل
- نيا روبرتس في دور كاثرين "كيت" وودفيل ، دوقة باكنغهام
- نورمان آرثر إشلي في دور رئيس الأباتي
- مارك دانبري كاهن
- Juan Echenique مثل فرديناند الثاني ملك أراغون
- نيكولاس جيك كاهن ويمبورن
- أليكس سوير في دور كوفي ، راهب مبتدئ
- مارك إيدل هانت في دور توماس ولسي
- ألاسدير ماكلولين في دور نوح لوف

## روابط خارجية
- الموقع الرسمي
- الأميرة البيضاء  في قاعدة بيانات الأفلام على الإنترنت (بالإنجليزية)